# هارتس

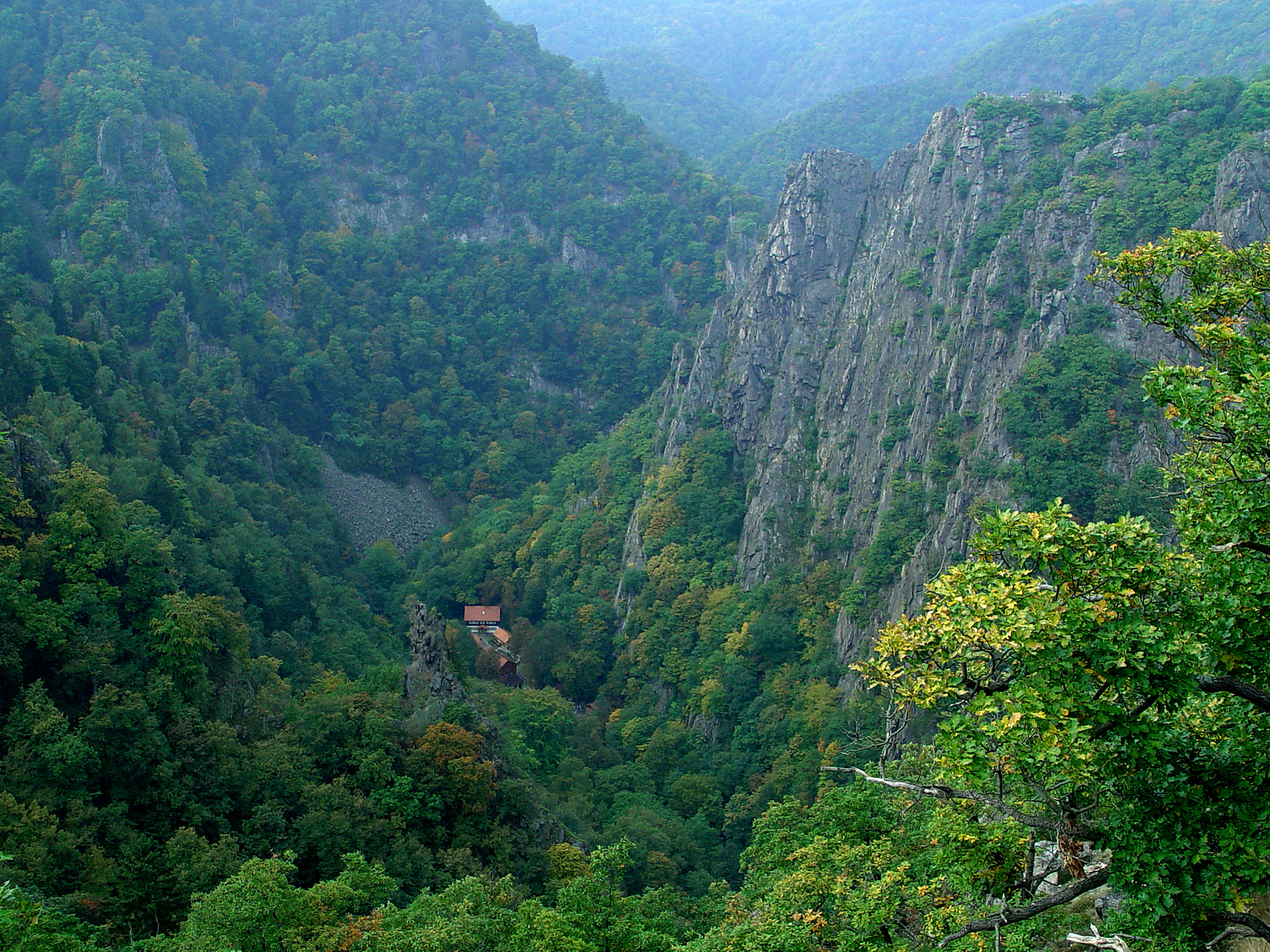
دره‌ای در این رشته‌کوه

رشته‌کوه هارتس (به آلمانی: Hartz Gebirge) رشته‌کوهی تقریباً ۴۰۰ میلیون ساله در مرکز آلمان است. کوه‌های هارتز با طول ۹۰ کیلومتر (۵۶ مایل)، عرض ۳۰ کیلومتر، غرب و شرق آلمان را در مرکز آلمان جدا می‌کنند. بلندترین کوه این ارتفاعات کوه بروکنبرگ با ارتفاع ۱۱۴۲ متر است. این رشته‌کوه نام خود را از جنگلی به همین نام، گرفته‌است. در زبان آلمانی میانه هارت (به آلمانی: Hart) به معنی منطقه‌ای پر درخت است.

## حیات وحش
ابتدا جنگل‌های این محل بیشتر از درخت راش بودند. در حال حاضر بافت جنگلی عمده در این منطقه از صنوبر است. دلیل این تغییر قطع درختان راش برای ساخت خانه، راه و تونل در ۱۰۰۰ سال گذشته بوده‌است. پس از قطع درختان راش، مردم منطقه به کاشت درختان صنوبر که با سرعت بیشتر رشد می‌کنند، پرداختند. در جنگل‌های موجود در این رشته‌کوه حدود ۱۵۰۰ نوع گونهٔ گیاهی رشد می‌کنند.

## گردشگری
گردشگری عمده در این منطقه در نیمهٔ دوم سدهٔ ۱۹، با ایجاد خط آهن در منطقه رونق گرفت. از سال ۱۹۹۲ راه‌آهنی که از ورنیگروده به نوردهاوزن می‌رود با طول ۶۰٫۵ کیلومتر به طور کلی از این رشته‌کوه عبور می‌کند و طولانی‌ترین خط آهن برای قطارهای بخاری در آلمان است. این خط آهن در سال‌های پس از جنگ جهانی دوم بسته شده‌بود.

### پارک ملی
سرزمین‌های پایین دست بروکنبرگ پارک ملی هستند. این منطقه بسیار مورد علاقهٔ آلمان‌گردان بوده‌است و در سال ۱۹۰۰ حدود ۱۰۰۰۰۰ نفر از این کوه بالا رفته‌اند. در حاضر کل پارک حدود ۲ میلیون بازدیدکننده در سال دارد.

## فرهنگ و هنر
کوه بروکن واقع در این رشته‌کوه در فرهنگ عامه محلی برای تجمع و عبادت‌گاه جادوگران، جن‌ها و دیگر موجودات شیطانی بوده‌است. گوته این کوه را یکی از کوه‌های مورد علاقهٔ خود می‌خواند و در کتاب فاوست به آن اشاره‌ای می‌کند. راهی که از شهر ایلزنبورگ به این کوه ختم می‌شود، به راه مشاعرهٔ آلمانی معروف است. در این راه بود که هاینریش هاینه اشعار معروف خود در مورد آلمان را سروده‌است. در کنار این راه هم‌اکنون یادبودی از هاینه قرار داده‌شده‌است.

## نگارخانه

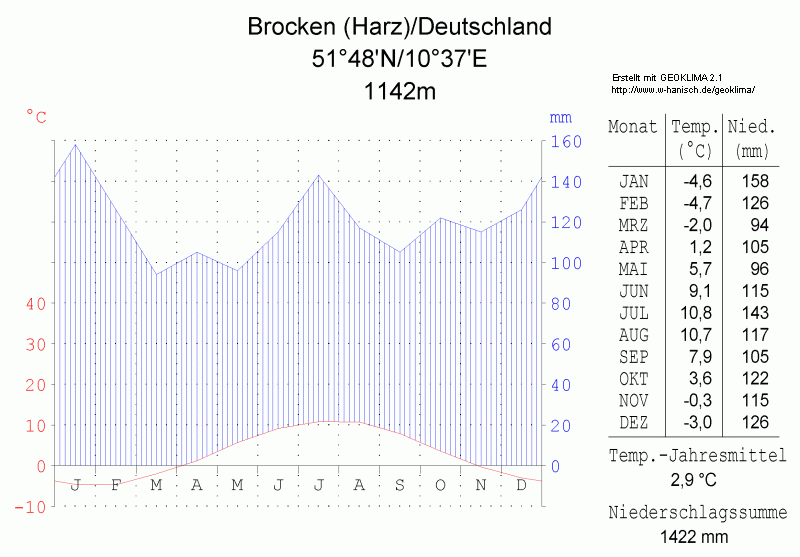
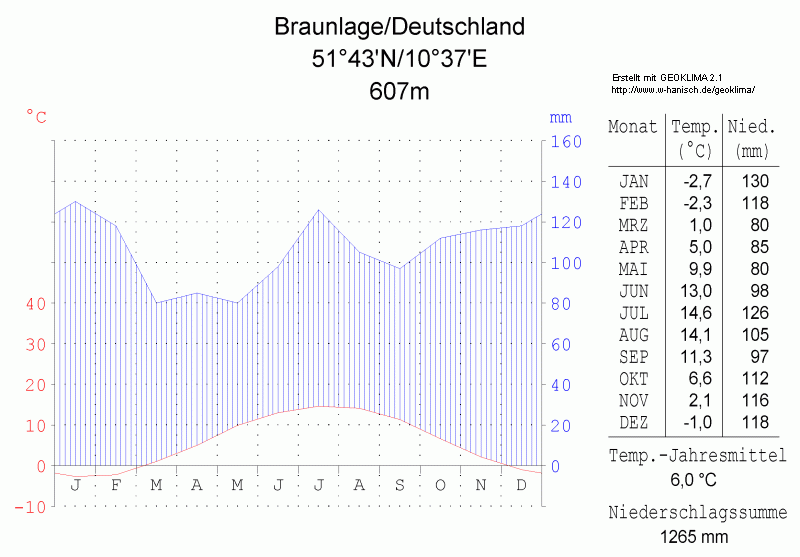
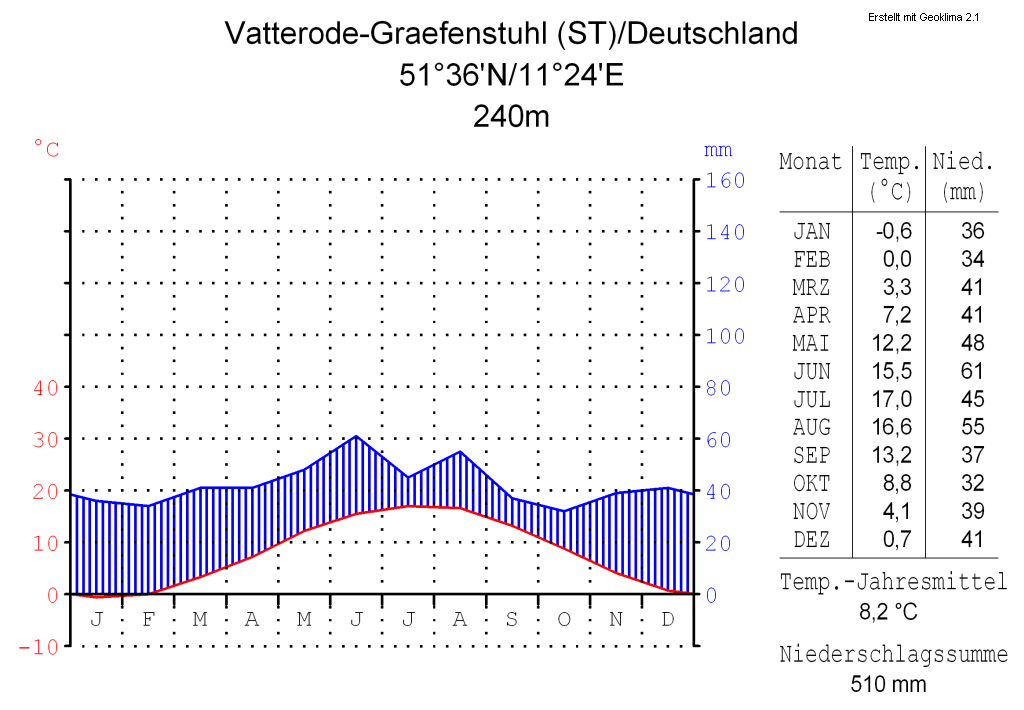